# Shirō Satō
Shirō Satō (jap. 佐藤 志郎 Satō Shirō; * 30. März 1953 in Yonezawa) ist ein ehemaliger japanischer Skilangläufer.
Satō, der an der Nihon-Universität studierte, kam bei den Nordischen Skiweltmeisterschaften 1978 in Lahti auf den 47. Platz über 30 km, auf den 40. Rang über 15 km und auf den 18. Platz über 50 km. Bei seiner einzigen Teilnahme an Olympischen Winterspielen im Februar 1980 in Lake Placid belegte er den 43. Platz über 15 km, den 39. Rang über 30 km und den 37. Platz über 50 km. Bei japanischen Meisterschaften siegte er zweimal über 30 km (1970, 1976) und einmal über 15 km (1978).